# حركة (موسيقى)

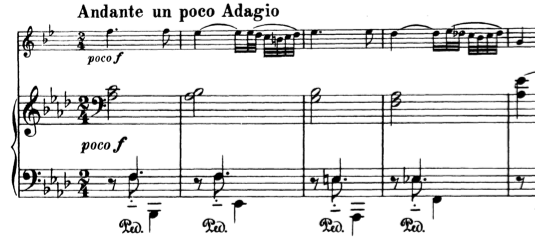

الحركة في الموسيقى هي جزء متكامل الأوصاف في التأليف الموسيقي أو ضمن الصيغة الموسيقية. يتطلب أداء العمل الفني المتكامل عزف الحركات كلها بشكل متتالي. على الرغم من ذلك يمكن عزف حركة بمفردها.
تشبه الحركات في الموسيقى السكيتشات في التمثيل أو الفصول في العمل المسرحي.